# توب جولف
توب غولف هي شركة ترفيهية رياضية عالمية مقرها في دالاس، تكساس ولها مواقع في الولايات المتحدة والمملكة المتحدة وأستراليا والمكسيك ودبي. تم الاستحواذ على الشركة من قبل Callaway Golf المتداولة علنًا في مارس 2021. تتم إدارة مواقع توب غولف في أستراليا من قبل مشروع مشترك بين توب غولف العالمية  و منتزهاتVillage Roadshow  بنسبة (٣.٧٪). في كندا، تم إنشاء مشروع مشترك مع شركة Cineplex Entertainment لتشغيل المواقع هناك.

## تاريخها
باع Twin Jolliffe أعمال التسوق الخاصة بهما. في محاولة لتحسين لعبة الغولف، نظر Jolliffe إلى تقنية الرقائق الدقيقة التجارية الجديدة آنذاك ووضعها في كرة الغولف. من هذا، قاموا بتصميم لعبة جديدة، توب غولف. في واتفورد، خارج لندن مباشرة، بنى التوأم الموقع الأول في عام 2000. لم يكن مجتمع الغولف والشركات متحمسة للعبة.
في عام 2003، اتصل المصرفيون بريتشارد جروجان للاستثمار ولكن تم حثهم في وقت لاحق على زيارة منشأة توب غولف في فبراير 2004. ولم يكن Grogan سوى 5٪ من عائد الاستثمار، إلا أنه رفضهم، على الرغم من إعجابه أثناء الزيارة. أسس جروجان مع ثلاثة شركاء آخرين، ديفيد ماين، وإريك ويلكينسون، وتوم ميندل، الشركة المرخصة الأمريكية، توب غولف العالمية. وكان مجموعة WestRiver مستثمرًا رئيسيًا.
تم اختيار الإسكندرية، فيرجينيا نظرًا لقربها من واشنطن العاصمة في عام 2005 وواجهت صعوبة في ذلك، لذلك قرر Grogan، على الرغم من أنه في مناخ أكثر برودة، فتح موقع في شيكاغو. أغلق الثلج الموقع وتسبب في تلف المعدات. تم اختيار موقع توب غولف التالي، دالاس، لارتباطه بالجولف والبيئة الدافئة وشركات Fortune 500. مع قلة حركة المرور في أي مكان، يتوقع Grogan أن يتم إغلاقه بحلول مايو 2007. مع فريق عمل نشيط في دالاس في فبراير 2007، طرح Grogan وMain التقنية لجذب العملاء كما احتاجوا لشرح توب غولف كما هو الحال في المملكة المتحدة. بعد ستة أشهر، كان لدى منشأة دالاس انتظار لمدة ست ساعات.
استحوذت شركة توب غولف أنترناشيونال (الولايات المتحدة) على توب غولف (المملكة البريطانية) في عام 2009. ومن ثم في يوليو استحوذت على ورلد غولف سيستيمس وبالتحديد الجوانب الملكية الفكرية. وفي عام 2011 أصبح إريك أندرسون الرئيس التنفيذي بدل من جروجان. إنتقل أندرسون إلى موقع حديث وكبير ليفتحوا أول عشرة أفرع. في عام 2013 بلغت مبيعات توب غولف إلى 163 مليون دولار.
بحلول عام 2015، كان لدى توب غولف 28 موقعاً وجلبت لهم 8 ملايين زائر. اشترت توب غولف شركة «ورلد جلف تور» للألعاب في 2016. وفي ذلك العام تم شراء تقنية تتبع الكرة «برو تريسر» وتم تسميتها «توب تريسر».
وافقت شركة توب غولف مع شركة «فيليج رودشو» (Village Roadshow) في عام 2016 على مشروع مشترك في أستراليا. وحصلت شركة فيليج رودشو على حصلة 67% في المشروع المشترك بين الشركتان. وقامت شركة فيليج رودشو في دفع 100% من التكلفة لكي تبدأ المشروع. عندما تم الإفتتاح العام في أستراليا، تم في مكان سياحي بالقرب من علامات سياحية في مدينة كوينسلاند. وكان هذا الفرع هو أول فرع يتم إفتتاحه في موقع خارج الولايات المتحدة أو المملكة المتحدة. تم إفتتاح الفرع في يونيو 2018. وافتتحت شركة توب جلف فرع في دبي في ديسمبر 2020، وهذا الموقع هو أول موقع يفتح في الشرق الأوسط وفي شبه الجزيرة العربية.

## الاندماج مع شركة كول أواي (Callaway)
في السابع والعشرين من أكتوبر عام ٢٠٢٠، أعلنت شركة كول اواي جولف (Callaway Golf) انها ستستحوذ على توب جولف مقابل ٢ مليار دولار. قبل هذا القرار كانت شركة كول اواي جولف (Callaway Golf) تمتلك ١٤ بالمئة من حصة توب جولف. كانت شركة كول اواي جولف مستثمرا من عام ٢٠٠٦، مع الرئيس التنفيذي تشيب بريووار
(Chip Brewer) الذي على رأس ادارته من عام ٢٠١٢.

## الألعاب
يمكن لعب العاب توب غولف من قبل جميع الاعمار والمستويات، وتوفر كرات الغولف ذات الشرائح الدقيقة ملاحظات فورية لكل لاعب حول دقة كل لقطة ومسافة.
توب غولف (Top Golf) - يهدف اللاعبون إلى تحقيق ١١ هدفا بذات طريقة لعبة رمي السهام. كلما تقدمت الكرة أكثر واقتربت من المنتصف، زاد عدد النقاط التي يحصل عليها اللاعب.
توب بريك (Top Break) - تصميم اللعبة مشابه للعبة سنوكر، حيث يجب أن يضرب اللاعب هدفًا أحمر ثم هدفًا ملونًا. كلما زادت قيمة الألوان، يتم منح المزيد من النقاط.
توب تشيب (Top Chip) - يجب ان تصوب نحو الهدف الأحمر (خمس محاولات) والهدف الأصفر (خمس محاولات) والهدف الأخضر (عشرة محاولات). يجب ضرب الهدف الصحيح لكسب النقاط، ولكن ضرب الهدف الخطأ سيتم خصم منك النقاط.
توب شوت (Top Shot) - على طريقة توب تشيب عليك أن تصيب الأهداف بأربع مسافات متتالية (5 محاولات لكل منهما) أيًا كان هدف البداية الذي تختاره (أحمر، أو أصفر، أو أخضر، أو بني)، اللون الذي تختاره يحدد مستوى صعوبة المرحلة.
توب بريشر (Top Pressure) - لعبة دقة، حيث تحتاج إلى اصابة جميع الأقسام التسعة داخل الهدف الأصفر. عليك الانتقال إلى المستوى الثاني والثالث لترى قيمة النقاط تتضاعف، في حال اصبت نفس القسم مرتين في المستوى الثاني والثالث سيتم خصم النقاط.

## المواقع

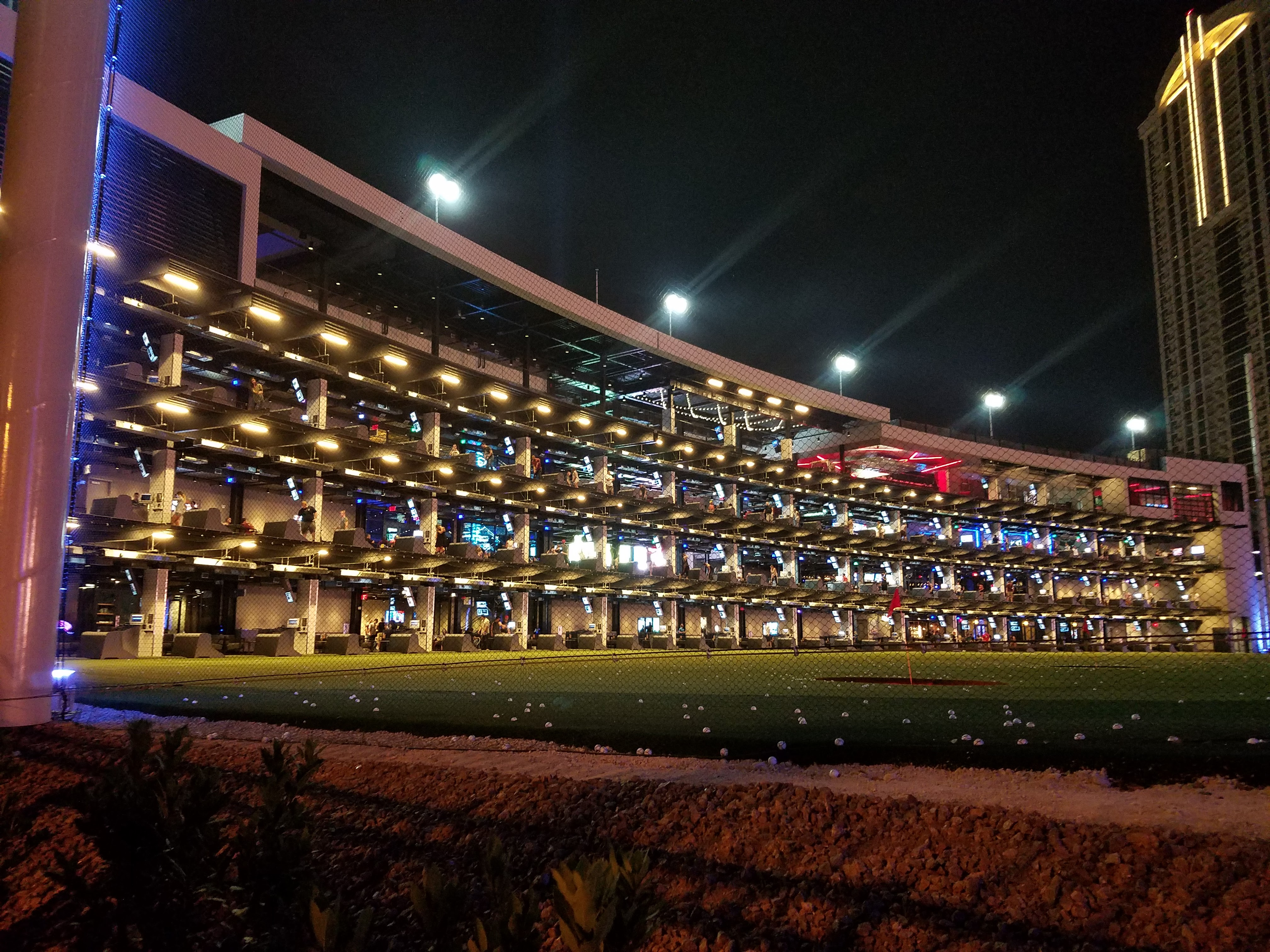
صورة المحملات في توب غولف في لاس فيغاس ، نيفادا

تتوزع فروع توب غولف بأكثر من خمسين فرع حول العالم، فرع في المكسيك، أستراليا والامارات العربية المتحدة لكل منهما، ثلاث فروع في المملكة المتحدة وأكثر من خمسة وأربعين فرع في الولايات المتحدة الأميركية. يقدم كل مركز من مراكز توب غولف حول العالم أجواء مناسبة على مدار العام، بالإضافة إلى الأطعمة والمشروبات والموسيقى وأجهزة التلفزيون عالية الدقة التي تُعرض عليها العديد من الألعاب الرياضية، مثل كرة القدم وكرة السلة الغولف. يقدم توب غولف أيضًا دروسًا في لعبة الغولف، والبطولات، والحفلات الموسيقية، والمناسبات الاجتماعية.